# ステップ (ポストプロダクション)

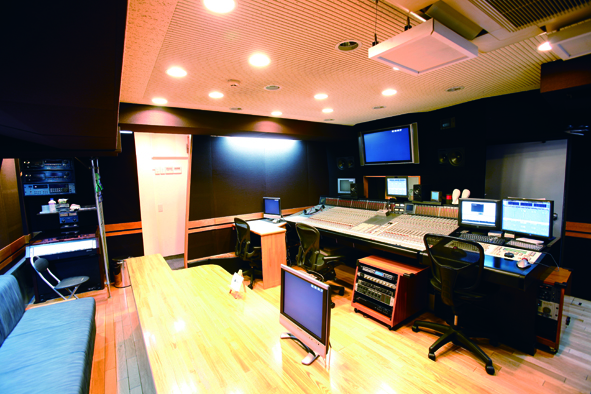
スタジオの写真

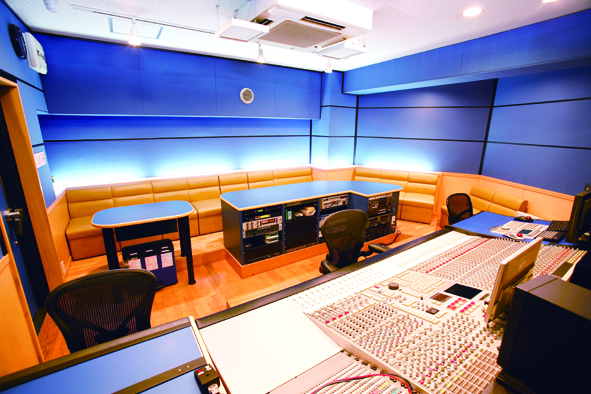
スタジオの写真

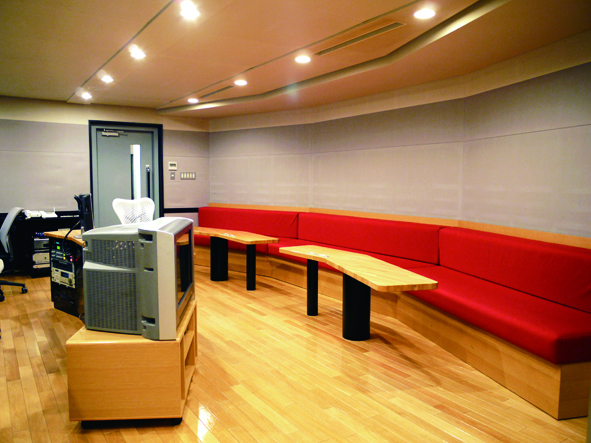
スタジオの写真

株式会社ステップ（英: Step Co., Ltd.）は、コマーシャルの音楽制作・MAやSE制作から、ラジオ局の番組制作やイベントの企画・制作なども行う制作プロダクション兼ポストプロダクション。テレビ番組・コマーシャル・ビデオパッケージなどのオフライン編集・オンライン編集も行う。また、ナレーター・声優のキャスティングも行い、制作業務は多岐に渡る。

## 沿革
- 1993年4月 - 浜口雅昭、大阪市北区に音楽と音の制作会社「ステップ」設立
- 1994年1月 - ＭＡスタジオを新設
- 1994年7月 - 有限会社プレストーンと業提提携
- 1996年1月 - MAスタジオを増設
- 2000年2月 - 京都支社（北区北山）を設立
- 2001年4月 - 東京オフィス（渋谷区恵比寿）を設立
- 2001年9月 - 日本ポストプロダクション協会（ＪＰＰＡ）会員になる
- 2002年5月 - 日本テレビコマーシャル制作社連盟 （ＪＡＣ）賛助会員になる
- 2004年3月 - 全日本シーエム放送連盟 （ACC）賛助会員になる
- 2006年7月 - 業務拡大により、東京オフィスを港区南麻布に移転。また、南麻布にMAスタジオを新設
- 2008年3月 - ニューヨークブランチを設立
- 2015年12月 - 沖縄支社を設立
- 2016年1月 - 東京オフィスに音楽スタジオを増設
- 2018年8月 - 谷町スタジオを増設
- 2019年3月 - 渋谷スタジオを増設

## 加盟団体
- 全日本シーエム放送連盟 （ACC)、社団法人日本アド・コンテンツ制作社連盟 （JAC)
- 一般社団法人 日本ポストプロダクション協会 （JPPA)、日本広告音楽制作者連盟（JAM）

## 制作番組
- NMB48学園～こちらモンスターエンジン組 (ABCラジオ)
- STAR☆MUSIC☆SUNDAY (ABCラジオ)
- Cheers！(ABCラジオ)
- J-AC TOP 40 (α-STATION)
- OVERSEAS TOP 40 (α-STATION)
- LIFT (α-STATION)
- FLAG RADIO (α-STATION)
- STARDUST PARADE (α-STATION)
- RELAXIN’ PORTER (α-STATION)
- RADIANT MORNING (α-STATION)
- C’s NAVIGATION (α-STATION)
- kmf REDIO (α-STATION)
- ULTRA RADIO(α-STATION)
- KYOTO MUSIC SHELF (α-STATION)
- HARADISE RADIO (α-STATION)
- MORNING／AFTERNOON BREEZING
- UNDER THE TREES (α-STATION)
- THE TIME AGAIN (α-STATION)　2015年12月～
- じゃんぐるレディOh！（YES FM）
- ミライスカートのナモナイハナシ（YES FM）
- KP CONNECTION（α-STATION）